# Akai S1000

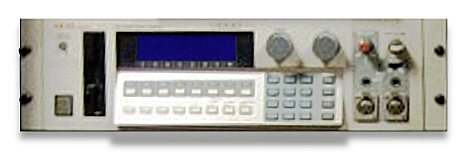
Version rack du S1000.

L'Akai S1000 est un échantillonneur 16 bits conçu par la firme japonaise Akai.
Il a été commercialisé entre 1988 et 1993. L'échantillonnage de 44.1 kHz est de « qualité CD ». Il disposait d'une polyphonie de 16 voix et d'une fonctionnalité « time stretch » permettant de modifier le tempo sans changer la hauteur des sons.
D'autres variantes ont vu le jour : le S-1000KB en version clavier 61 touches, le S-1000PB en lecture d'échantillons uniquement et le S-1000HD muni d'un disque dur de 40 Mo. Le modèle S1100 sorti en 1990 est une évolution améliorée du S1000. Il dispose d'une mémoire d'échantillonnage de 32 Mo en 24 bits.
Le S1000 a été utilisé par de nombreux artistes, dont Moby, Pet Shop Boys, Gary Numan, Future Sound of London, Jean-Michel Jarre, Kraftwerk et Vangelis.